# دهستان دریسیه
دهستان دریسیه یکی از دهستان‌های بخش دارخوین شهرستان شادگان در استان خوزستان ایران است.

## جمعیت
براساس سرشماری مرکز آمار ایران در سال ۱۳۹۵، جمعیت دهستان دریسیه ۵۰۳۷ نفر (در ۱۲۵۰ خانوار) بوده‌است.